# Růže plstnatá
Růže plstnatá (Rosa tomentosa) je dlouhověká, ostnitá rostlina vytvářející kompaktní keře vysoké až dva metry. S nástupem léta rozkvétá světle růžovými květy, které jsou na podzim vystřídané červenými šípky na dlouhých stopkách. V české přírodě je původním druhem, který se ale postupně z krajiny vytrácí, proto byla v "Červeném seznamu cévnatých rostlin České republiky" zařazena mezi ohrožené druhy (C3).

## Výskyt
Euroasijský druh vyrůstající v převážné části Evropy, jeho areál na severu končí v jižní části Skandinávského poloostrova, z jihu je ohraničen přibližně 40° severní zeměpisné šířky (ve Středomoří se nevyskytuje), na západě začíná Britskými ostrovy a na východě zasahuje přes evropské Rusko až na severní Kavkaz a částečně na Blízký východ.
V České republice se růže plstnatá vyskytuje ojediněle téměř na celém území, od planárního po submontánní stupeň, na stanovištích se však objevuje jen v nepočetných exemplářích.

## Ekologie
Růže plstnatá je dřevinou bez patrného požadavku na kvalitu půdy či druh podloží, upřednostňuje jen místa na plném slunci, nejvýše v polostínu. Vyskytuje se obvykle na osluněných okrajích listnatých lesů, na mezích, okrajích pastvin, kamenitých úhorech, ve štěrbinách skal i ve skupinách s jinými planě rostoucími keři až do nadmořské výšky 800 m n. m. Je fanerofytem kvetoucím v červnu a červenci a jeho červené šípky bývají v čase zralosti porostlé po celém povrchu drobnými chloupky a brzy měknou. Ploidie druhu je 2n = 35.

## Popis
Keř s větvemi dlouhými 150 až 200 cm, které rostou přímo vzhůru nebo jsou obloukovitě ohnuté, s nepravidelně rozloženými, stejnými, sehnutými či hákovitě zahnutými ostny. Větve jsou porostlé střídavými, řapíkatými, zpeřenými listy se třemi páry lístků, které produkují silici vonící po terpentýnu. Lístky jsou eliptické, vejčité až obvejčité, někdy na koncích zašpičatělé, na bázi klínovité, po obvodě dvojnásobně mělce zubaté se žlázkami na koncích zoubků a na lícní straně jsou řídce a na rubové hustě chlupaté až plstnaté. Palisty jsou úzké a krátce chlupaté.
Květy, v průměru velké okolo 5 cm, bývají uspořádané ve dvou až pětičetných květenstvích, jen zřídka vyrůstají jednotlivě, jsou pětičetné a oboupohlavné. Tři vnější kališní lístky jsou zpeřené, často až dvojnásobně, mají široké žláznaté přívěsky. Po odkvětu se dva kališní lístky ohýbají dolů, ostatní nepravidelně směřují do stran, v době zralostí šípků je všech pět již opadaných. Korunní lístky jsou volné, růžově zbarvené a slabě voní. Tyčinek se žlutými prašníky je mnoho, stejně jako řídce chlupatých čnělek vytvářejících společně řídkou, nekompaktní hlavičku.
Šípky vyrůstají na dlouhých stopkách, obvykle dvoj- až trojnásobně delších než jsou samy. Bývají kulovité, někdy jsou mírně stlačené, 10 až 15 mm velké, ve zralosti červené, brzy měknou a na povrchu jsou roztroušeně žláznaté. Disk mají plochý či kuželovitě klenutý, ústí úzké a obsahují mnoho žlutobílých semen, nažek.
Růže plstnatá je rostlinou rozmnožující se v přírodě semeny obsaženými v šípcích, která roznášejí ptáci a drobní savci, pro něž jsou šípky v zimním období vítanou potravou a semena procházejí bez úhony jejich zažívacím traktem. Vzhledem k ojedinělému výskytu nejsou rostliny lidmi využívány.